# 스피나커

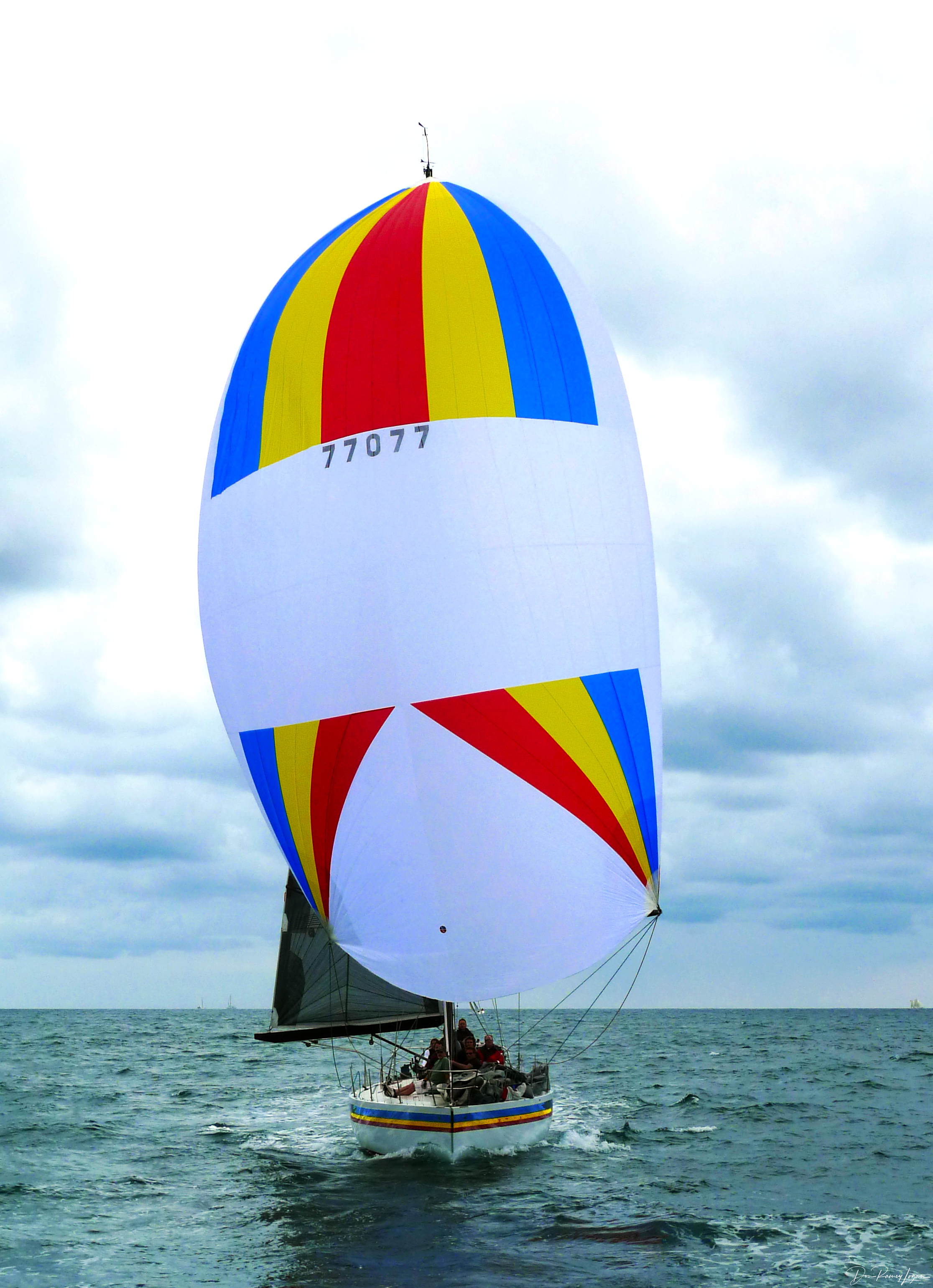

스피나커 또는 스피내커(Spinnaker)는 요트에 다는 큰 삼각돛이다. 바람을 받기 위해 설계되어 있다. 스피나커는 보통 가벼운 직물인 나일론으로 구성되어 있으며 대개 밝은 색을 낸다. 패널의 모양을 조정하는 등의 작업을 통해 더 빨리 도달할 수 있도록 설계가 가능하다.